# Ураново
Ура́ново (рос. Ураново, башк. Уран) — присілок у складі Буздяцького району Башкортостану, Росія. Входить до складу Каранської сільської ради.
Населення — 419 осіб (2010; 444 у 2002).
Національний склад:
- татари — 77 %